# いすゞ・ミュー
いすゞ・ミュー（ISUZU MU）はかつていすゞ自動車が生産・販売していた2/3ドアSUV。ショートホイールベースで、Bピラー以降が開放型となった車体が特徴。
派生車種に5ドア版の「ミューウィザード」があったが、1998年のモデルチェンジで独立車種「ウィザード」となった。

## 概要
ファスター/ロデオピックアップやビッグホーンのコンポーネントを利用して開発されたスペシャリティーモデル。登場時は「3ナンバーのガソリン車で荷物も積めない2人乗り、さらにMTのみ」と、その名の通り「実用性は謎」であった。しかし、チョロQを実車にしたようなファニーなスタイルは非常にインパクトが強く、若者の心を鷲掴みにした。
ラダーフレームを持ち、かつ2ドア車で同様のコンセプトを持つ日本車の例として他にスズキ・X-90が挙げられる。
1989年に初代が登場、1998年にフルモデルチェンジが実施された。フルモデルチェンジの際に、5ドアをウィザードとして独立させた。1989年から1998年にわたって生産された初期型の方が生産台数が圧倒的に多い。
一方、「ミューウイザード」は日本国内のクロスカントリー車の市場拡大に伴い、「ビッグホーン」とは異なる層を狙って投入された。
北米での名称は「アミーゴ」で、2代目の末期には「ロデオスポーツ」へと改称された。欧州のオペル/ボクスホールやオセアニアのホールデンでは「フロンテラ」の3ドア車（フロンテラスポーツ）として販売された。また、日本では1993年10月から1996年12月にかけて本田技研工業にOEM供給され「ホンダ・ジャズ」として販売された。

## 初代 UCS17/55/69系（1989年 - 1998年）
1989年に登場したミューの初期型は、車体後半の開放部にバリエーションがあり、3ナンバー（乗用登録）がFRP製のトノカバーを持った「ハードカバー」（UCS17DW型）、1ナンバー（貨物登録）は折りたたみ可能な幌を持つ「ソフトトップ」（UCS17DH型）と、それぞれ呼ばれる2種類がラインナップされた。乗車定員はハードカバーが2名、ソフトトップが2 / 4名である。
ハードカバーは、バンパー、フロントグリル、ドアミラーカバーをメッキ仕上げとし、「ブライト」と呼ばれる仕様となっている。
はしご型フレームを持ち、サスペンションは、フロントがダブルウィッシュボーンと縦置きトーションバースプリング、リアがリジッドアクスルと半だ円リーフスプリングの組み合わせで、ファスター / ロデオをはじめ、他のいすゞユーティリティーヴィークルと共通の構成。
エンジンは直列4気筒SOHC、2.6Lガソリンエンジンの4ZE1型を搭載。トランスミッションも5速MTのみであった。乗用、貨物ともに同じエンジン型式であるが、それぞれの排出ガス規制の違いから、触媒コンバーターがなく、エキゾーストパイプの曲がりも少ないソフトトップの方が快活な走りを見せた。
フロント周りはファスター / ロデオと共通のデザインながら、ブリスターフェンダーの張り出しはより大きくされた。フロントドアパネルもファスター / ロデオと共通である。
日本国内向けの生産は、シャーシがいすゞ・藤沢工場で、車体と最終組み立ては、オープン構造の車体組み立てを得意とする高田工業に委託された。北米向けの「アミーゴ」は、富士重工業との合弁による、インディアナ州のSIAで生産された。
1990年8月に荷室部分に鉄製のハードトップを付け、4人乗りに変更したメタルトップを追加し、エンジンも直噴4JB1 2.8Lディーゼルターボを追加（ハードカバー UCS55DW型 / メタルトップ UCS55DWM型）。
その後、フロントマスクのフェイスリフトやサイドアンダーミラーの追加、後席ヘッドレストの追加などの小変更を経るが、インパネ周りはクラスタースイッチ、サイドブレーキはステッキタイプ、三角窓と内装も強烈にいすゞぶりを発揮していた。
コンセプトは先進的だが、その実態はどこまでも質実剛健な、いすゞらしい無骨な車だった。
1991年9月、マイナーチェンジ。4速AT車追加。
1992年10月、マイナーチェンジ。同時にソフトトップを廃止。
1993年4月に本田技研工業との間に商品の相互補完に関する基本契約を締結。それに基づき1993年10月から1996年12月の間「ミュー」がOEM供給され「ホンダ・ジャズ」として販売される。
1993年10月、排ガス規制等の対策のため、エンジンを過流室式4JG2 3.1L過流式ディーゼルターボエンジン（インタークーラー無し）に変更。2人乗りハードカバーとガソリンエンジン車の生産中止。これにより、3グレード、ディーゼルターボ4人乗りに統合（UCS69DWM型）。内装も一新。
1995年 5ドアSUVミューウィザードの追加にあわせ、SとXの2グレードに整理。
1997年 ディーゼルエンジンの燃料噴射システムを電子制御式に変更。
1998年5月 生産終了。在庫対応分のみの販売となる。
1998年6月 2代目と入れ替わる形で販売終了。

### ミューウィザード
1995年 5ドア5人乗りミューウィザードを追加設定。それまで北米で「ロデオ」の名称で販売されていた5ドアSUVを日本国内向けに大きく設計変更した。
1997年 ディーゼルエンジンの燃料噴射システムを電子制御式に変更。

### フロンテラスポーツ
欧州向けのオペル/ボクスホール・フロンテラは1991年に発売開始された。製造は英国・ルートンのIBCビークルズ（いすゞとボクスホールの合弁会社で、旧ベッドフォード・ビークルズの工場）にて行われた。フロンテラスポーツ（3ドア）は当初オペル製の直4 2.0Lガソリンエンジンが搭載された。1995年のマイナーチェンジで2.0Lは新型に切り替わり、いすゞ製4JB1-TC型 直4 2.8Lディーゼルが追加された。また、リアサスペンションはコイルスプリング式に改められた。1996年にはVMモトーリ製 直4 2.5Lディーゼルも追加された。
オセアニア向けのホールデン・フロンテラは1995年に登場した。ルートンからの輸入となる。ボディは3ドアのみ、駆動方式は4WDのみ、エンジンは直4 2.2Lのみ、トランスミッションも5速MTのみであった。

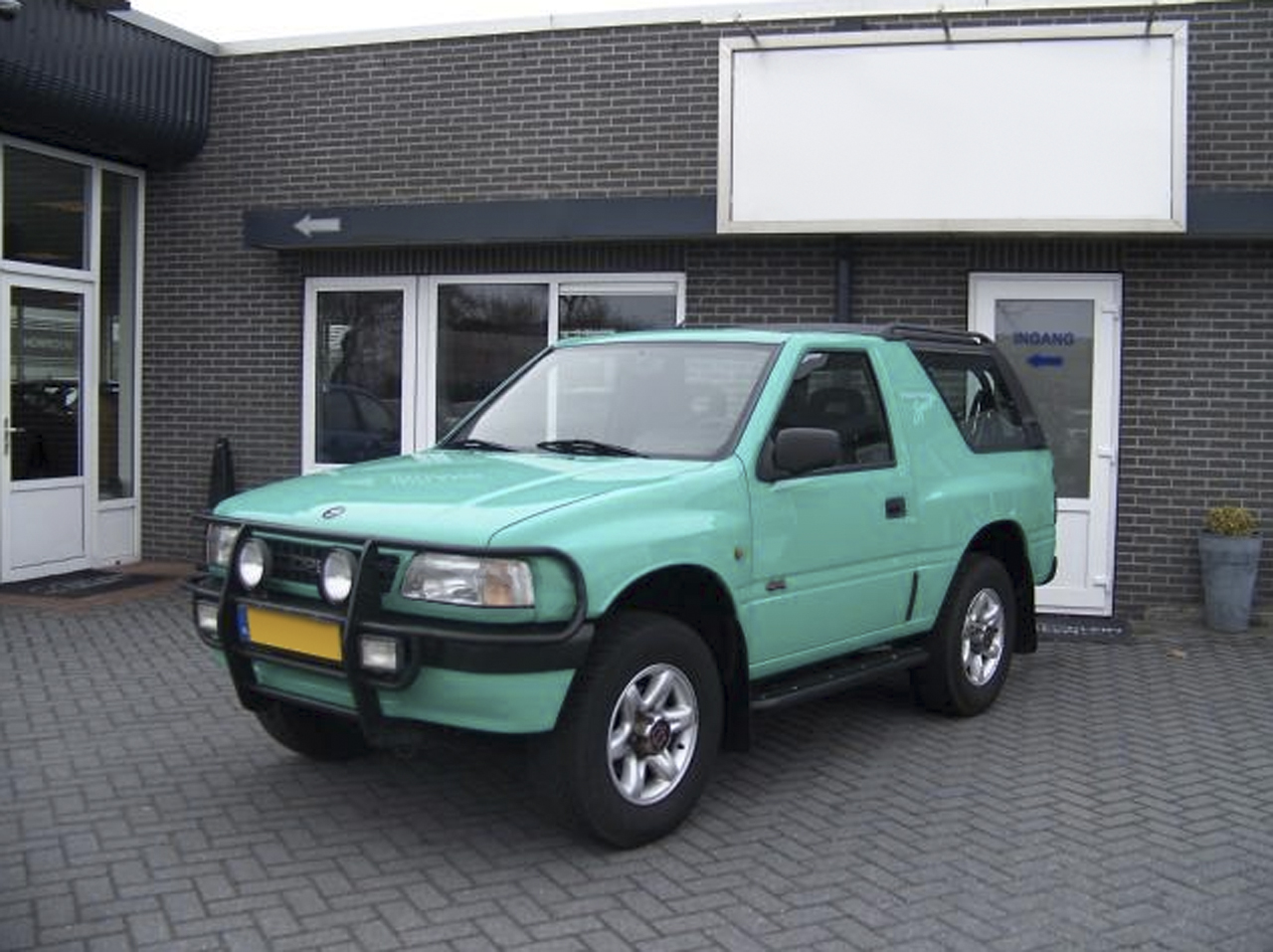
オペル・フロンテラスポーツ
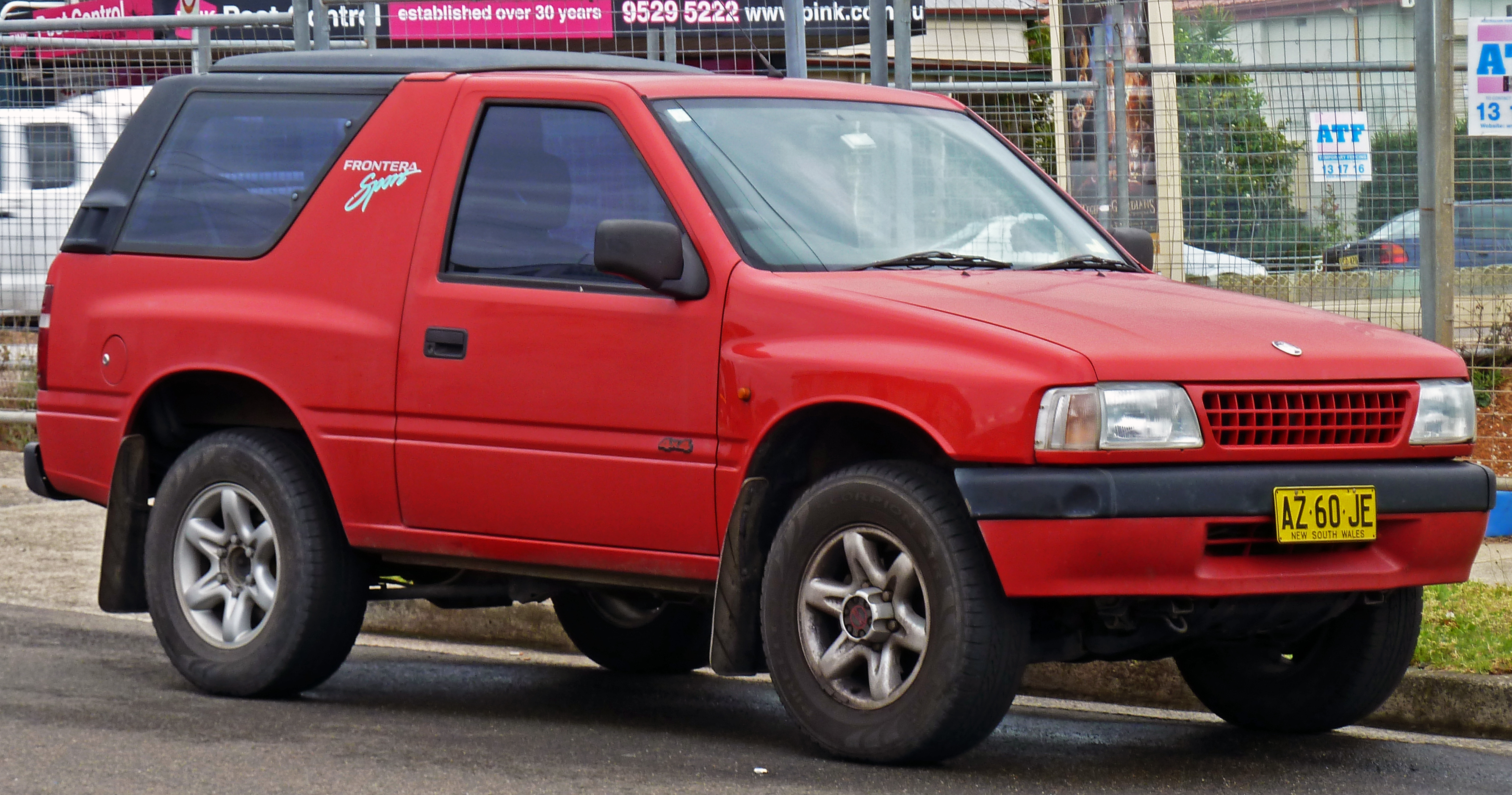
ホールデン・フロンテラスポーツ（フロント）
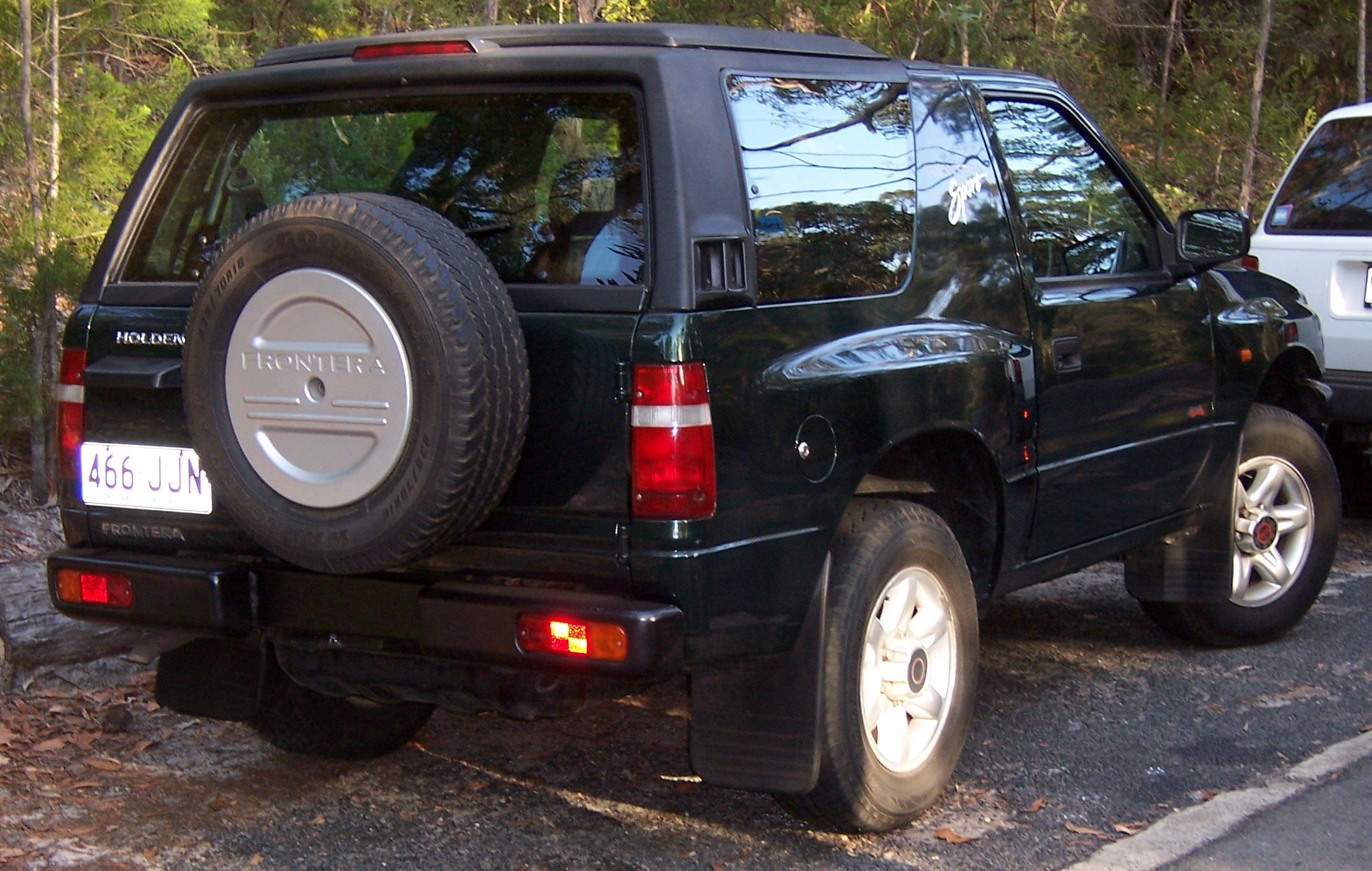
ホールデン・フロンテラスポーツ（リア）

## 2代目（1998年-2005年）UES73EW/UES25EW型
2代目は、機敏な走行性能と、スポーティかつアクティブなキャラクターを特徴とした。
ミューの名を外し、完全独立したモデルとしてウィザードが発売されたが、ウィザードがミューのロングボディバージョンという関係性は変わらず、2代目ミューがオープントップもラインナップするショートホイールベースの2/3ドアボディなのに対し、ウィザードはロングホイールベースの5ドアボディを持つ。
ウィザードよりもショートホイールベースとされたボディは、2ドアの「レジントップ」の他に、後部に手動脱着式幌を備えた2ドア「オープントップ」もラインナップし、レジントップ車にはツインサンルーフを、オープントップ車にはサンルーフを標準装備した。
ボディサイズを除き、基本的なデザインはウィザードと共通となる。

### 機構
トランスミッションはモデルライフを通して電子制御4速ATのみとなっている。
サスペンション形式は、フロントはダブルウィッシュボーン/トーションバー式が踏襲された一方、リアは古典的なリジッド・リーフ式から5リンク/コイル式に変更された。
駆動方式は初代同様パートタイム4WDのみの設定で、エンジンは当初、先代の3.1L直4OHVディーゼルターボに代わり、3L直4DOHCディーゼルターボの4JX1型(最高出力145ps/最大トルク30kgm)が搭載されました。トランスミッションは5速MTが廃止され、全車4速トルコン式ATとの組み合わせとなった。
ブレーキは初代後期型同様、全車に4輪ベンチテーテッド・ディスク式が採用された。

### 年表
- 1998年6月 -  フルモデルチェンジ。搭載エンジンは3000cc直列4気筒直噴ターボ仕様のディーゼルエンジンのみでスタート[4]。
- 2000年
  - 5月 - マイナーチェンジ[4]。エクステリア面ではバンパーやリアコンビネーションランプの意匠が変更されるとともに、マルチリフレクターヘッドランプが採用され、インテリア面は、メーターやシート形状の変更、チタン調パネルの追加が行われ、それと同時に、オープントップ仕様のエンジンが3.2L V6DOHCガソリンNAの6VD1型(最高出力215ps/最大トルク30kgm)に置換され、グレード名が「3.2オープントップ」となった。また、レジントップ仕様はグレードが「3.0レジントップ」に一本化された[5]。
  - 6月 - オープントップ車のエンジンを3200ccV型6気筒ガソリンエンジンに換装[4]。
- 2001年7月 - 「レジントップ」のエンジンがガソリンエンジンに変更となり、ディーゼルエンジンは廃止された[4]。
- 2002年
  - 8月[7]- オーダーストップに伴い生産終了。 在庫対応分のみの販売となる。
  - 9月 - いすゞ自動車の乗用車事業完全撤退を受け、日本国内での販売を終了。アメリカでは継続生産。
- 2004年 - アメリカでの生産も終了。
- 2005年 - アメリカでの販売も終了。

### フロンテラスポーツ
欧州向けのオペル/ボクスホール・フロンテラは1998年にモデルチェンジされた。製造は引き続きイギリス・ルートンのIBCビークルズにて行われた。エンジンは直4 2.2Lガソリン、2.2LディーゼルとV6 3.2Lの3種類であった。2004年に製造終了。
オセアニア向けのホールデン・フロンテラは1999年にモデルチェンジされ、5ドア車も加わった。製造元はIBCビークルズからアメリカのSIAに切り替えられた。3ドアのフロンテラスポーツは引き続き直4 2.2Lと5速MTのみとなった。フロンテラスポーツは2002年に販売終了となった。

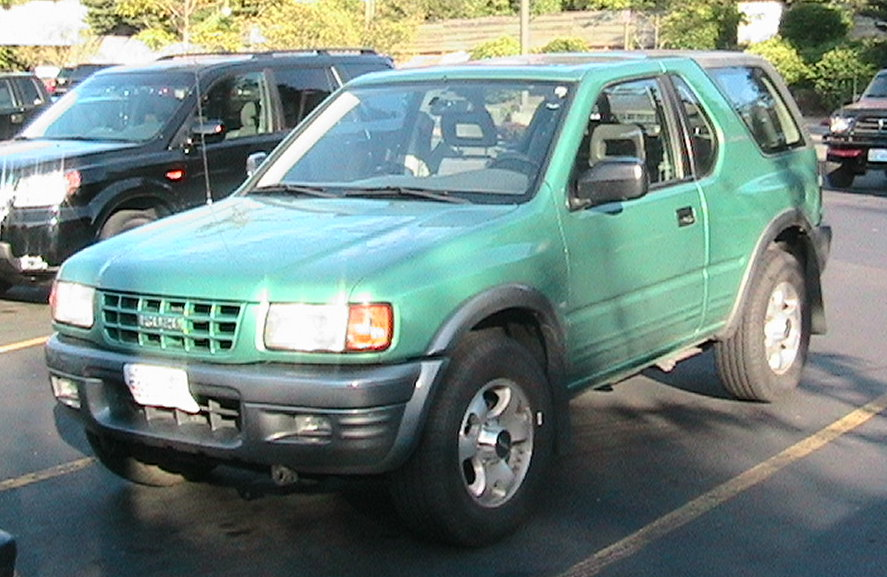
北米向けアミーゴ
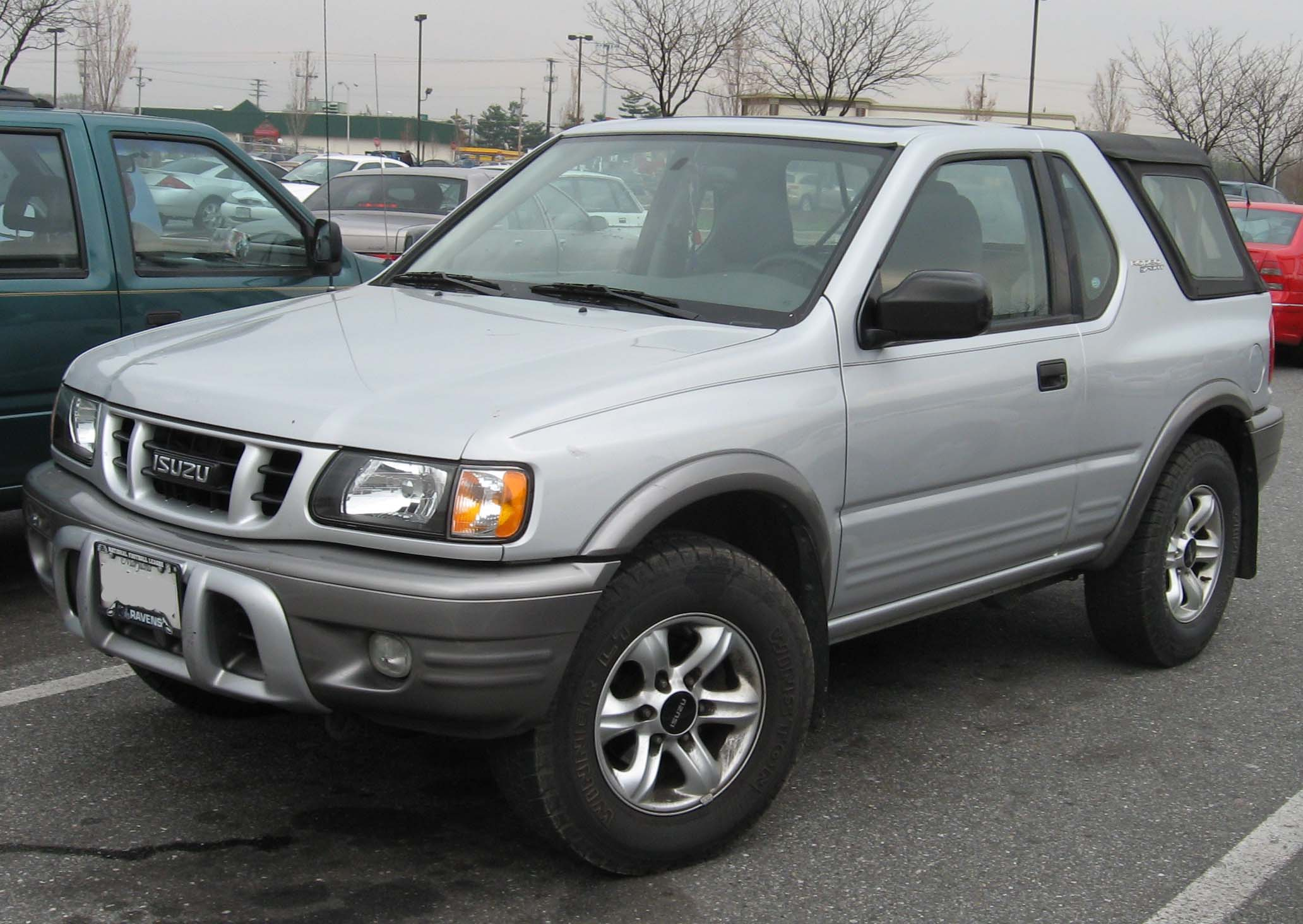
ロデオスポーツ
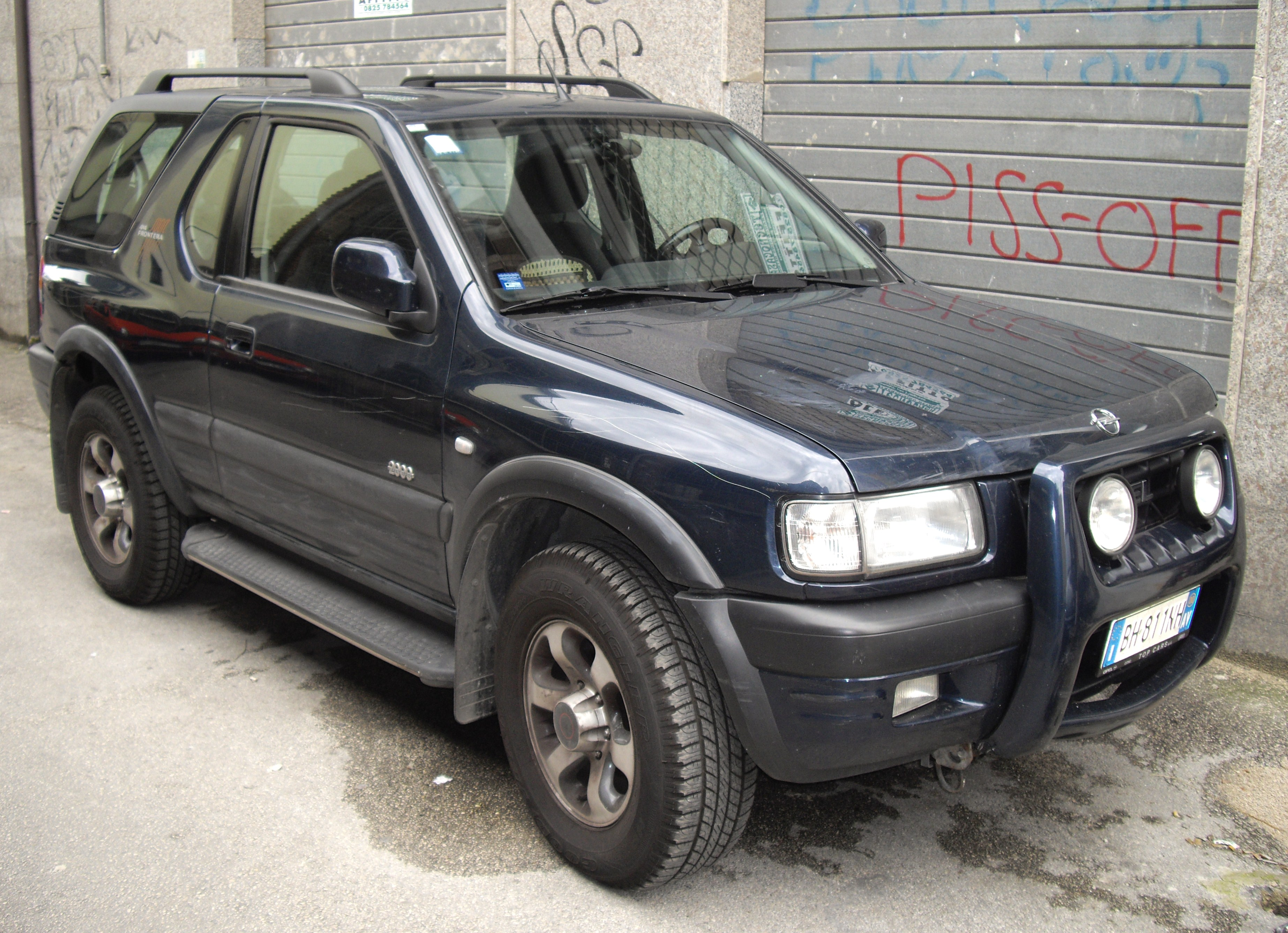
オペル・フロンテラスポーツ（前期型）
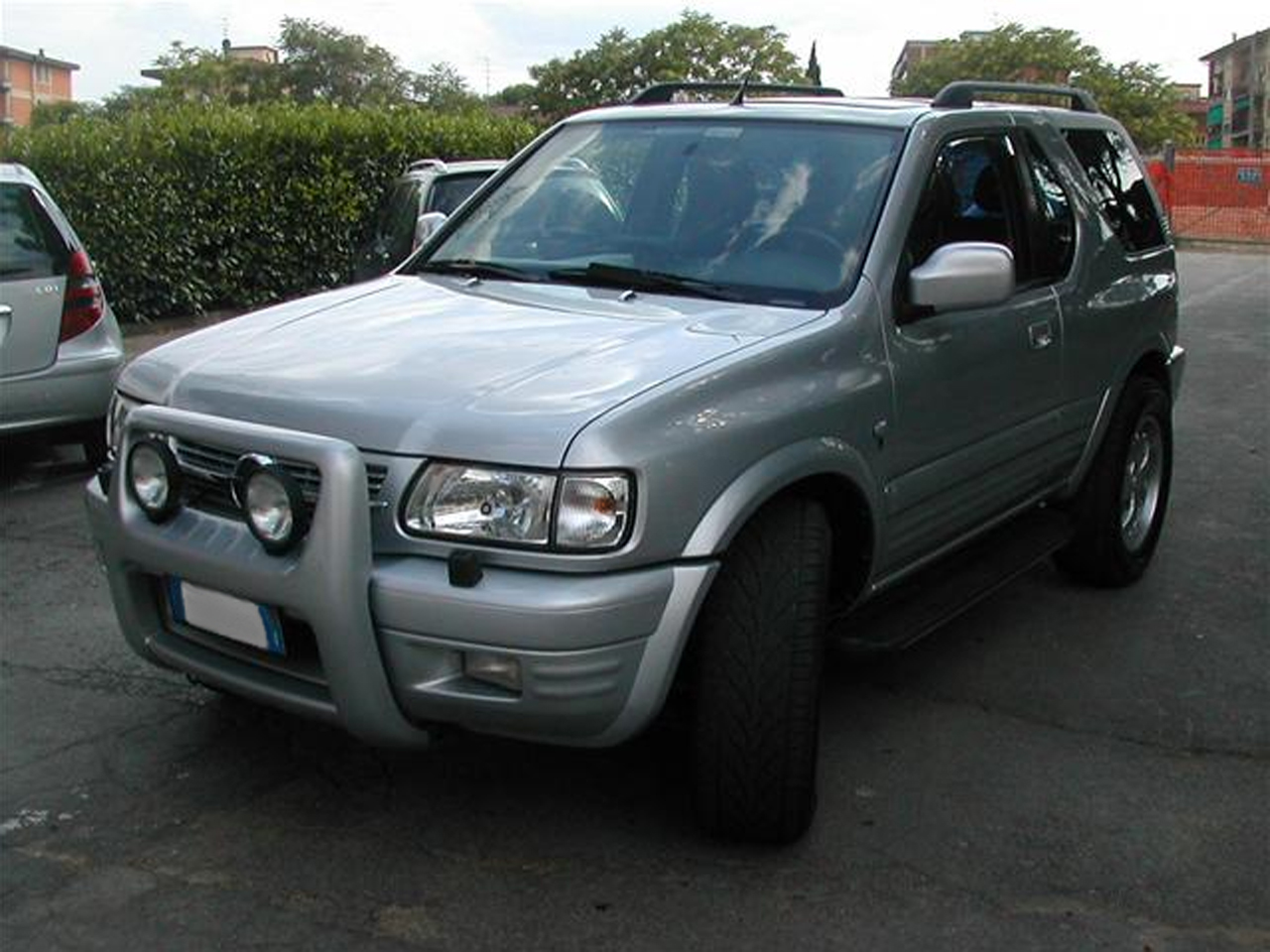
オペル・フロンテラスポーツ（後期型）
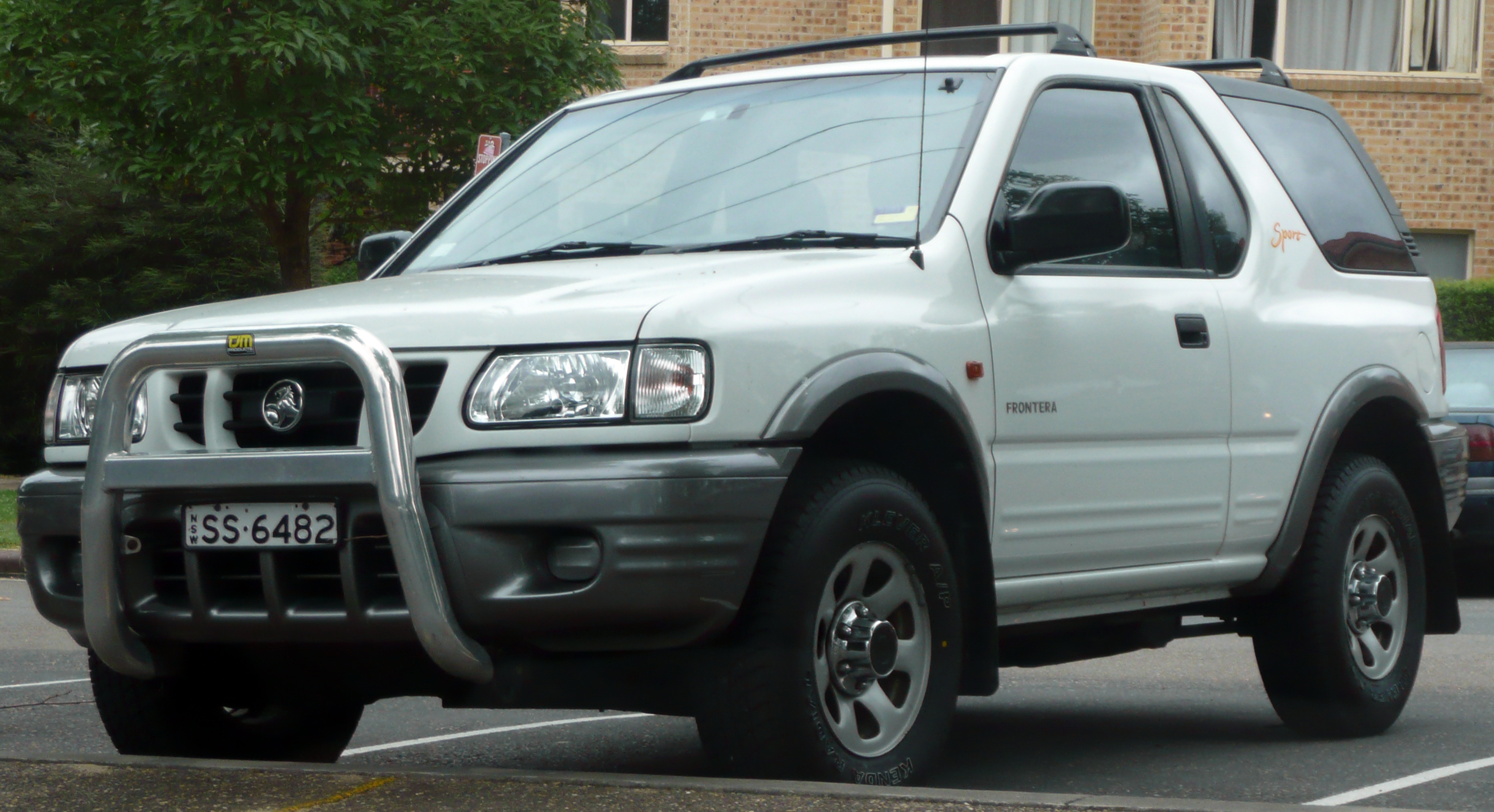
ホールデン・フロンテラスポーツ（前期型フロント）
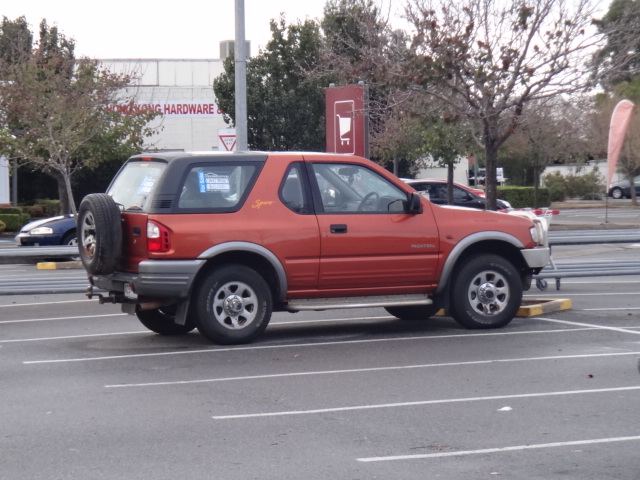
ホールデン・フロンテラスポーツ（後期型リア）

## 車名の由来
名称は「ミステリアス」（Mysterious）と「ユーティリティ」（Utility）をあわせた造語で、「ミステリアスな機能を秘めたクルマ」という意味が込められていた。